# نقاط بروکار

نقطه بروکار یک مثلث که در نقطه تقاطع سه دایره قرار دارد

در هندسه، نقاط بروکار (انگلیسی: Brocard points) نقاطی به‌ویژه در یک مثلث هستند. نام آن‌ها از آنری بروکار (۱۸۴۵–۱۹۲۲)، ریاضی‌دان فرانسوی، گرفته شده است.